# Gare de Svatove
La gare de Svatove (en ukrainien : Сватове (станція)) est une gare du Réseau ferré de Donestk.

## Histoire
La gare est remise en service en 1895.

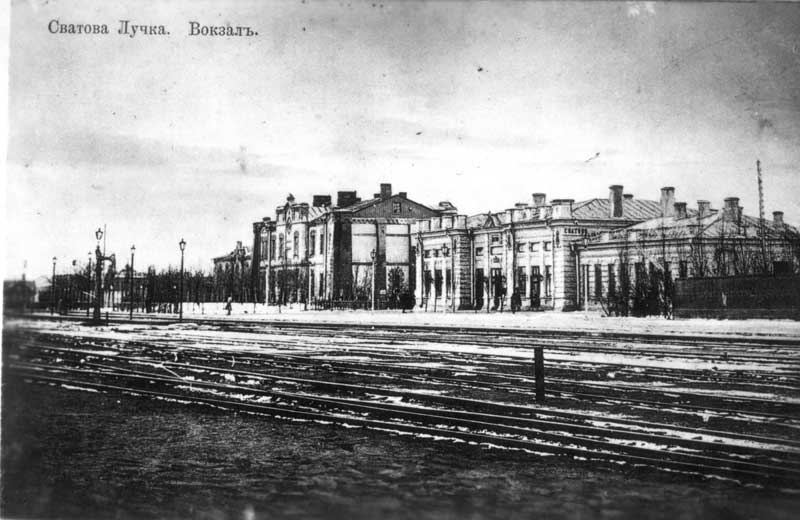
En 1914.
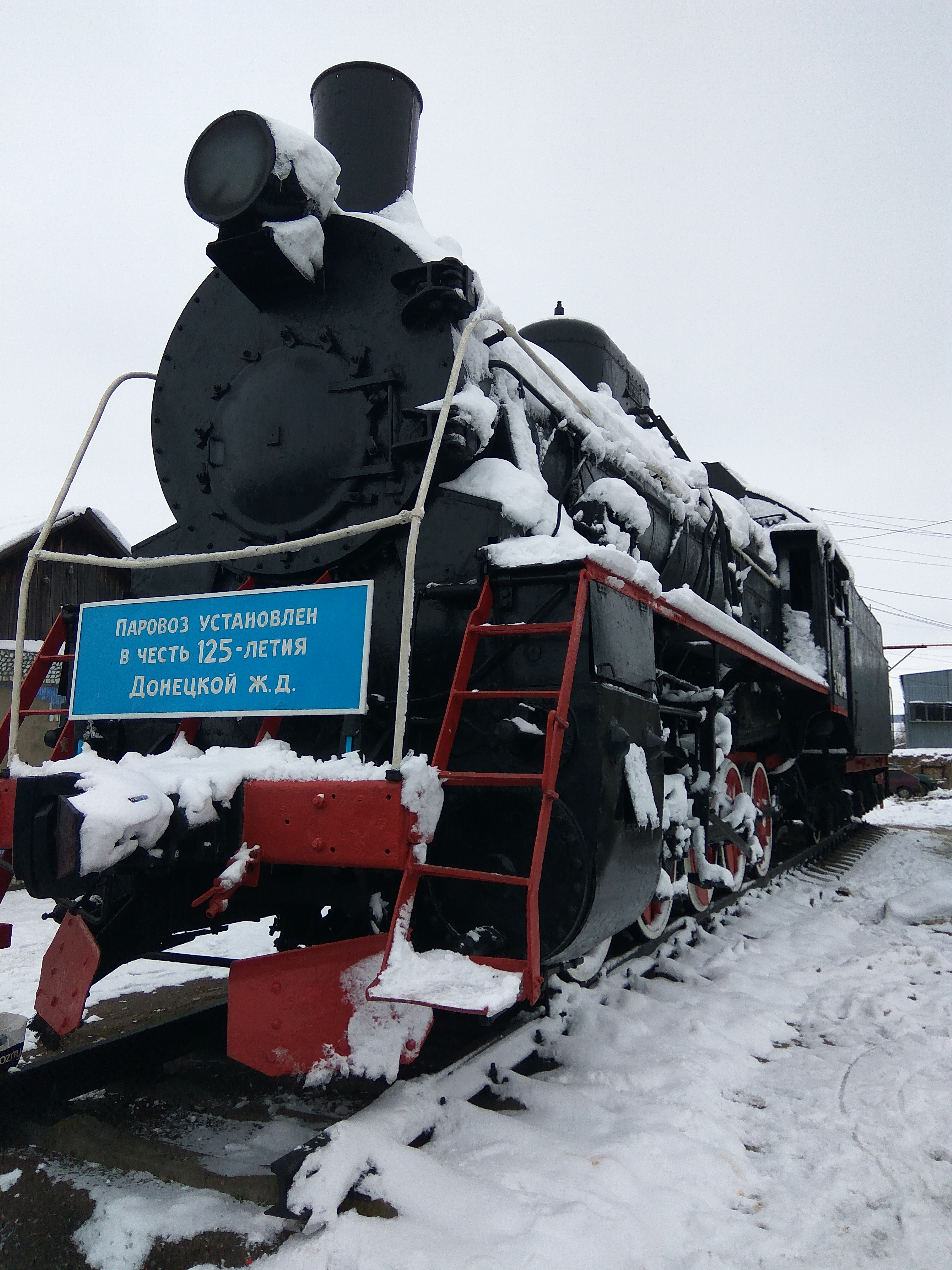
Sa locomotive à vapeur.